# اسکی-لو
انتونی رونتری (زاده ۲۷ مارس ۱۹۷۵)، که بیشتر با نام هنری خود اسکی-لو شناخته می شود، خواننده رپ آمریکایی است. او بیشتر برای ترانه خود با نام ایکاش شناخته می شود که در چندین کشور موفق شد وارد نمودار های فروش شود و همچنین به رتبه ۱۳ در بیلبورد هات ۱۰۰ رسید.

## ترانه شناسی
- ایکاش (۱۹۹۵)

## پیوست
1. ↑  "Pee-Lo". Music.kngine.com. Archived from the original on March 21, 2012. Retrieved 2012-04-25.
2. 1 2  Steve Huey. "Skee-Lo". AllMusic. Retrieved March 20, 2022.
3. ↑  O, Dave. "Skee-Lo Interview". Round Trip With Dave O. Archived from the original on 2013-02-16. Retrieved 2013-01-03.